# 景觀拱門

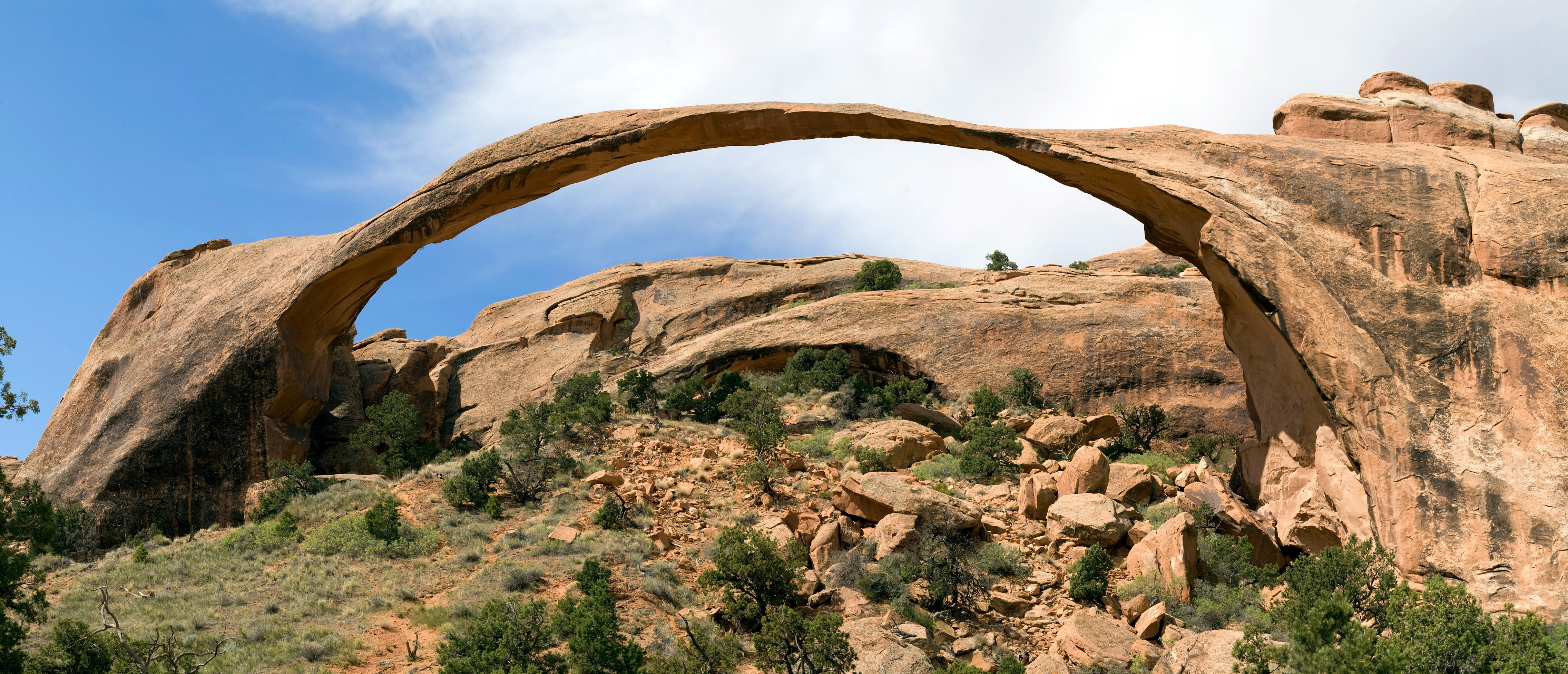
景觀拱門

景觀拱門（英語：Landscape Arch），是在美國猶他州的拱門國家公園裡面最長的一個天然拱門。該拱門和許多其他的拱門均落座於拱門國家公園北部一個稱作魔鬼的花園的地方。它可以由一條有人維護的小徑健行抵達。
景觀拱門是由 Frank Beckwith 命名，他當時是拱門國家歷史遺址科學探險考察隊的領隊，於1933年到1934年間的冬天考察該地區。
天然拱門和橋樑協會認為該拱門是全世界最長的天然拱門。該協會於2004年測量了它的規模，長度為290.1±0.8英尺（約88.4公尺），稍微比該協會於2006年測量在錫安國家公園裡面的口拉卜拱門長一點點。從1991年起，已經有三塊沙岩平板（長度分別為30英尺（9.1公尺）、47英尺（14公尺）、和70英尺（21公尺））被人看見從景觀拱門最細的部分掉落，迫使公園管理局關閉了原本從拱門下通過的小徑。這讓人推論該拱門正在逐漸傾頹，雖然無法預測還會維持多久，但是遊客們還能繼續看到它多久仍是個疑問。

## 外部連結
- 天然拱門和橋樑協會 （页面存档备份，存于）

38°47′26″N 109°36′26″W / 38.79056°N 109.60722°W